# روكسان مودافيري
روكسان فينسينتا مودافيري (بالإنجليزية: Roxanne Vincenta Modafferi؛ مواليد 24 سبتمبر 1982) هي مُقاتلة فنون قتالية مختلطة أمريكية.

## وصلات خارجية
- روكسان مودافيري على موقع يو إف سي (الإنجليزية)
- روكسان مودافيري على موقع شيردوغ (الإنجليزية)
- روكسان مودافيري على موقع Tapology.com (الإنجليزية)
- روكسان مودافيري على موقع فايت ماتريكس (الإنجليزية)
- روكسان مودافيري على موقع IMDb (الإنجليزية)